# 富江町 (名古屋市)
富江町は、名古屋市熱田区にかつて存在した地名。

## 歴史

### 沿革
- 1878年（明治11年）12月28日 - 熱田村の一部により、愛知郡富江町として成立[1]。
- 1889年（明治22年）10月1日 - 合併に伴い、愛知郡熱田町大字富江となる[1]。
- 1907年（明治40年）6月1日 - 合併に伴い、名古屋市熱田富江町となる[1]。
- 1908年（明治41年）4月1日 - 南区成立に伴い、同区熱田富江町となる[1]。
- 1937年（昭和12年）10月1日 - 熱田区成立に伴い、同区熱田富江町となる[1]。
- 1939年（昭和14年）12月15日 - 熱田区富江町となる[1]。
- 1981年（昭和56年）9月20日 - 熱田区伝馬一丁目・伝馬二丁目・神戸町・内田町にそれぞれ編入され消滅[1]。

### 字一覧
かつて富江町には小字が存在した。1882年時点で富江町に存在した小字は以下の通り。なお小字はすべて消滅している。
| 字           | 読み                       | 備考 |
| ------------ | -------------------------- | ---- |
| 海禅院入     | かいぜんいんのいり         |      |
| 片町         | かたまち                   |      |
| 東脇浦西ノ入 | ひがしわきうらにしのいり   |      |
| 東脇浦中ノ入 | ひがしわきうらなかのいり   |      |
| 東脇浦東ノ入 | ひがしわきうらひがしのいり |      |

## 出身人物
- 水野専之助（真田貿易社長[3]、農業、地主、愛知県多額納税者[4]）